# Majoritarismo
Majoritarismo é uma filosofia ou ideologia política com uma agenda que afirma que a maioria, seja baseada em uma religião, idioma, classe social ou outra categoria da população, tem direito a um certo grau de primazia na sociedade e tem o direito de tomar decisões que afetam a sociedade. Esta visão tradicional tem sido alvo de crescentes críticas e as democracias liberais têm incluído cada vez mais restrições ao que a maioria parlamentar pode fazer, a fim de proteger os direitos fundamentais dos cidadãos. Sob uma estrutura política democrática majoritária, a maioria não excluiria nenhuma minoria da participação futura no processo democrático. O majoritarismo é às vezes chamado pejorativamente por seus oponentes de "oclocracia " ou "tirania da maioria". 
Uma crítica ao majoritarismo é que os sistemas sem requisitos de supermaioria para alterar as regras de votação podem ser considerados provavelmente instáveis. Entre outras críticas está o fato de que a maioria das decisões na verdade não ocorre por regra da maioria, mas por pluralidade, a menos que o sistema de votação canalize propositalmente votos para candidatos ou opções de forma a garantir a maioria, como é feito na votação contingente, votação em dois turnos e votação de segundo turno instantâneo. De acordo com o teorema de Gibbard e o paradoxo de Arrow, não é possível ter um sistema de votação com mais de duas opções que mantenha a adesão a certos critérios de "justiça" e critérios racionais de tomada de decisão.
O majoritarismo descontrolado pode ameaçar os direitos dos grupos minoritários. Algumas democracias tentaram resolver isso exigindo apoio da maioria qualificada para promulgar mudanças em direitos básicos. Por exemplo, nos Estados Unidos, os direitos à liberdade de expressão e à liberdade de religião estão inscritos na Constituição, o que significa que seria necessária mais do que uma maioria simples dos membros do Congresso para revogar esses direitos. Isso na verdade fortalece uma minoria e a torna mais forte que a maioria. Outras democracias tentaram lidar com as ameaças aos direitos das minorias adotando sistemas de votação proporcional que garantem pelo menos alguns assentos em suas legislaturas nacionais para facções políticas minoritárias. Os exemplos incluem a Nova Zelândia, onde é utilizado o voto proporcional misto, e a Austrália, onde é utilizado um sistema de voto único transferível. Se estes métodos conseguiram proteger os interesses das minorias, ou se foram longe demais, continua a ser uma questão para debate.